# 江〜姫たちの戦国〜
『江〜姫たちの戦国〜』（ごう ひめたちのせんごく）は、2011年（平成23年）1月9日から同年11月27日まで放送された、NHK大河ドラマ第50作。主演は上野樹里。

## 概要
2009年6月17日に制作が発表された。脚本は2008年放送の『篤姫』の脚本を手掛けた田渕久美子の担当。原作は田渕による書き下ろし小説『江 姫たちの戦国』。音楽は同じく『篤姫』以来となる吉俣良が担当。戦国時代（室町時代末期）から江戸時代初期が舞台となる。
主人公は、江戸幕府第2代将軍・徳川秀忠の正室・江。姉である茶々・初と共に、戦乱に翻弄されながらも、家族や周囲の人々との絆を育み、天下太平の世を願い続け、やがて将軍の正室となり大奥の礎を築いてゆく過程を中心に時代の中心で歴史を見つめてきた江の姿を通して、新たな戦国史・女性史としてのドラマが描かれる。
主役・江役には大河ドラマ初出演の上野が起用され、女性主演の大河ドラマは『篤姫』以来11作目、大河ドラマの主演女優としては通算12人目である。また、前作『龍馬伝』の福山雅治に続き、2年連続でアミューズに所属する俳優が主演を務めた。
岩手県・宮城県・福島県を除き、地上波アナログテレビでの大河ドラマ最後の放送作品となった。

## 反響

### 視聴率
全46回の平均視聴率は17.7%（関東地区・ビデオリサーチ社調べ）で前作『龍馬伝』を下回り、過去10年間では『武蔵 MUSASHI』（2003年）の16.7%、『新選組!』（2004年）の17.4%についで3番目に低い数字となった。視聴率が20%を超えた8回はいずれも序盤の回であり、関東地区では第17回を最後になかった。ただし、本作以後に放送された大河ドラマで2022年（令和4年）現在本作以上の平均視聴率を記録した作品は無い。

### 批判
本作は1クール目終了の第13回の時点で江の満年齢が10〜11歳と、過去の作品と比べ主人公の子供時代が非常に長いが、作中の設定年齢が6歳（第2回時点・満年齢）の江を24歳の上野が演じるなど、三姉妹の少女期に子役をほとんど使わず20代から30代の女優が演じる点や、大河ドラマらしからぬ演出や台詞については、「時代劇なのに（上野が主演した）『のだめカンタービレ』にしか見えないんですよ」「子供っぽくて漫画チック」「ファンタジー大河」などの声が少なくない。これに対してNHK側は「幼少期を子役ではなく上野が演じるのは、江の成長を視聴者が見て、感情移入を強くしてもらうため」「はしゃいだシーンが多いのは、子供時代であるから。大人になれば新たな展開になる」と返答した。
なお、
- 江の兄で浅井家嫡男である万福丸が名前すら登場しない[注 1]。
- 本能寺の変後の家康との伊賀越え、明智光秀に対する説教、清洲会議の盗み聞きといった、子供時代の江と歴史的事件を強引に絡める展開。
- 近江国の京極高次に嫁いだ初が城主の奥方という身分でありながら、現代のような交通手段が存在しないにもかかわらず、大坂や江戸に住む姉妹に会うために簡単に移動する[11]。
- 大坂の陣を回避すべく徳川秀忠が豊臣秀頼へ非戦を申し出る書状を送ったり、家臣になりすまして大坂城に上がり、秀頼と淀に直談判に及んだりする。

など、史実と異なる展開について「史実とあまりに違う」「篤姫と同じ脚本家とは思えない」などの批判も挙がった。こうした批判にNHK側は「時代考証の一辺倒だとドラマとしてつまらなくなる。あくまでもフィクションでファンタジーだから楽しんで見て欲しい」と反論している。
また、歴史考証を担当した小和田哲男によれば、史実では燃えていないとされる小谷城が炎上した件や、9歳の江が伊賀越えをした件については、それぞれ「分かりやすい演出にしたい」「江の出番が少ない」ということでスタッフから提案があったものである。小和田はこれらについて、「（『少しなら』ということで折り合いをつけたんですが、想像以上の炎上の描写に）今年一番のショックでした」「学者仲間に『おかしい、ありえない』とさんざん言われました」と述懐している。
『週刊新潮』2011年（平成23年）12月29日号でアメリカの最低映画賞「ゴールデンラズベリー賞」にちなんだ2011年の日本の最低ドラマを選ぶ「第1回新潮ラズベリー賞」が催されたが、本作は総投票（5票）のうち3票を集めて『南極大陸』（TBS）を抑え、最低ドラマ賞に選ばれた。また主演の上野も4票を集めて最低主演女優賞に選ばれた。

## 登場人物

### 主人公と浅井家

#### 浅井三姉妹
江（ごう）
演：上野樹里
主人公。浅井長政・市の三女。
性格は天真爛漫かつ好奇心旺盛、疑問に思えば何事も納得がいくまで突き詰めようとする行動力を持つ。また一徹なところがあり、一度決めたことは何としても貫き通そうとする。
伯父・織田信長の攻勢に晒される小谷城に生まれる。長政からは「希望の子」と呼ばれ、生まれ故郷・近江から一字を取って「江」と名付けられた。
小谷城落城の際、母や姉たちと共に落ち延び、伯父・織田信包の居城のある伊勢で育つ。当初は信長が父・長政の仇であることを知らず、憧れの感情を抱いていたが、仇である事実を知ってからも、その人間性に強く惹かれていく。
信長が本能寺で横死すると、市の再婚相手・柴田勝家の領国・越前に移り住むが、勝家は信長死後の覇権を狙う羽柴秀吉に敗れ、義父・勝家と母・市を失う。別れの際、市からは信長の「天下布武」の印判を形見として与えられ、織田家の誇りを守るよう遺言された。
以後、秀吉の庇護下に入るが、二度も大切な身内を奪った秀吉に強い憎悪を抱き、「猿」と呼んではばからなかった。やがて秀吉が姉・茶々に想いを寄せるようになったのを見てとり、自らが盾となって秀吉から茶々を守ろうと決意。そのため秀吉に邪魔にされ、織田一族の結束を理由に佐治一成に嫁がされる。しかし小牧・長久手の戦い後、佐治家の有用性が無くなるとすぐに離縁させられ、さらに断りなく秀吉の養女とされてしまう。その後自身の努力もむなしく、茶々が秀吉の想いを受け入れたことを聞き悲憤に駆られ、一時は茶々と距離を置くも、北政所との対話を通して彼女と和解する。江も秀吉の甥・秀勝と想いあって結ばれて長女・完を出産するが、秀勝は出征先の朝鮮で病死してしまう。
秀吉の命で徳川秀忠と三度目の結婚をするが、当初は秀忠と反りが合わず、また秀忠も完や秀勝の事を忘れられない江との接し方に悩んでいたが、伏見の徳川屋敷での大火事を契機に徐々に心を通わせていく。秀吉の死後、家康が天下取りに向けて動き出すと、秀忠と共に江戸に移るが、今度は大姥局や周囲からの世継ぎの男子を求める期待に悩まされ、一時は離縁を申し出るほどであった。
やがて待望の嫡男・竹千代を産むが、彼の乳母・福との対立、徳川・豊臣両家の関係悪化に胸を痛め、秀忠と共に戦を避けるために奔走するが、大坂夏の陣で姉・淀と甥・秀頼を失う。徳川家の世継ぎを巡って次男・国松を支持し、竹千代を支持する福と対立するが、竹千代の本質を理解していなかった事を悟って竹千代と和解し、世継ぎは竹千代に決まる。以後は将軍御台所として秀忠を支え、大奥制度の基を定めるなど平和の世を築くために活躍した。
淀（よど）
（茶々 → 淀）
演：宮沢りえ（幼少期：芦田愛菜）
浅井長政・市の長女。名は茶々（ちゃちゃ）。江と初からは「姉上」と呼ばれる。
物静かで思慮深い性格だが、内心には激しい気性を備えており、時折それを表に出すことがある。
父の仇である信長には良い感情を持っていない。北ノ庄落城の際、市からは長政形見の懐剣を与えられ、浅井家の誇りを守るよう遺言された。
秀吉の保護下に入った折は、自分が母親代わりとなって妹たちを守ろうと決心する。母親譲りの美貌を持ち、成長するにつれ秀吉から想いを寄せられ、当初は父母の仇である秀吉を忌み嫌っていたが、やがて秀吉の熱心な求愛に心を動かされるようになり、その想いを受け入れた。
長男・鶴松の出産にあたって秀吉から産所として淀城を与えられたことにより城持ちとなり、北政所に次ぐ正室としての格式を与えられ、周囲からは「淀殿」、「淀の方様」と呼ばれるようになる。
秀吉の死後は、勢力を強めていく家康に不信感を抱きつつも、北政所の言葉や妹婿の秀忠への信頼もあって静観し続ける。しかし家康が秀忠に将軍職を譲ると、合戦にかけても天下を取り戻すことを決意する。妹たちの執り成しにも耳を貸さず、家康の挑発に乗せられる形で大坂夏の陣を起こすが、豊臣家は破れ、淀は妹・初と姪・千を通して息子・秀頼の助命を願うが、秀忠の断固たる処置に不可能と悟り、秀頼と共に自害した。
常高院（じょうこういん）
（初 → 常高院）
演：水川あさみ（幼少期：奥田いろは）
浅井長政・市の二女。名は初（はつ）。江からは「姉様」と呼ばれる。
食事に並々ならぬ関心を示し、特に饅頭など菓子が大好物。
父の仇である信長には姉同様に良い感情を持っておらず、無邪気に信長に憧れる江とはよく喧嘩をしていた。北ノ庄落城の際は市より元結を与えられ、中の姉妹として姉妹の結びつきを強くする事を遺言された。母・市の死後は姉妹とともに秀吉の保護下に置かれる。当初は秀吉に憎悪を向けていたが、保護下にあるという現状も把握しており早々に抵抗を止めている。
従兄弟・京極高次と出会い一目惚れするものの、高次の風評に加え、自らの境遇を理由にその想いは叶わぬと思い悩んだ。しかし姉・茶々の秀吉への嘆願や高次自身も初に懸想していたために成就し、高次に輿入れした。関ヶ原の戦いでは高次と共に大津城に立て籠もって西軍と戦った。
夫・高次の死後は出家して常高院（じょうこういん）と号し、姉・淀の傍で豊臣・徳川両家の橋渡しとなるよう努めるが、その甲斐もなく大坂の陣を迎える。合戦が始まってからも和平の道を求め奔走するが、功を奏せず、淀と秀頼を失う。豊臣家滅亡後は江戸に赴く。江との関係がぎくしゃくしている竹千代を気にかけ、国松を世継ぎにしようと考える江に、「公平な目で見つめ、我が子と腹を割って話し合うことが必要だ」と諭した。

#### 浅井家
市（いち）
演：鈴木保奈美
信長の妹。江ら三姉妹の母。気高い性格で、女性ながら武将相手に一歩も引かない果敢さを持っている。
兄・信長の浅井家を懐柔する命を帯びて「戦に臨む気構え」で浅井長政に嫁するが、長政との結婚生活の中で次第にその人柄に惹かれて行き、織田家と浅井家が対立する事になった際には浅井家に与する。浅井家滅亡の際に長政の命で江ら三人の娘と共に信長の許へ戻り、その後は兄・信包の居城・上野城で娘たちと過ごす。以後、長政を死に追いやった信長との関係は微妙なものとなるが、後に信長の目指す物を知る事で和解している。
本能寺の変で信長が斃れると天下への野心を露わにする秀吉に対抗するために、秀吉に対抗しうる武将と見込んだ柴田勝家の下へ自ら再嫁した。勝家とは夫婦としての関係を構築するも彼が秀吉との合戦に敗れると共に自害した。死に臨んで、三姉妹一人ひとりに自らの役割を説き、秀吉に対して「娘たちに邪心を抱かないように」との書付を残した。
浅井長政（あざい ながまさ）
演：時任三郎
三姉妹の父。近江国小谷城に居を置く戦国大名。性格は温厚で、何かと民衆の事を気遣う一面を持っている。
京都進出を目論む信長と同盟を結び、信長の妹・市を正妻として迎え入れる。中々心を開かない市に対しても素直な態度で接し、相思相愛の夫婦となった。しかし信長が浅井家の盟友・朝倉家に独断で侵攻すると、義に基づいて朝倉家に味方する決断を下して信長と敵対する。以後は幾度となく織田家と戦闘に及ぶが次第に追い詰められ、織田軍の攻撃の中、市と三姉妹を城から逃がして自害した。
浅井久政（あざい ひさまさ）
演：寺田農
先代の浅井家当主。長政の父。
家督を譲った身ながら、先代当主として発言力は健在。長政が市と婚約を結んだ際には「市の美貌の噂に現を抜かした」と長政を叱咤して織田家との同盟に反対し、結婚後も市の面前で信長を罵る等、織田家を敵視し続けた。一方で権威には弱いのか、将軍・足利義昭を眼前にした際には非常に恐縮していた。小谷城が織田軍の攻撃によって落城する際に、長政に先んじて自害した。
赤尾清綱（あかお きよつな）
演：油井昌由樹
浅井家の家臣。
市の輿入れの場面で登場。市の小谷城到着を長政に報告する。

#### 侍女
須磨（すま）
演：左時枝
市の乳母。三姉妹にも世話を焼き、市に尽くす。
市が浅井長政に嫁ぐ際、ともに小谷城入りをする。長政が信長を裏切り朝倉義景と共に挟撃を図った際は、市に小豆を入れた袋の両端を結んだものを渡し、信長に送るように懇願するも、市はそれを叩きつけて兄との決別を表明した。その後も終生を市の下で仕え、北庄城で市が自害するにあたっては、自身も運命を共にした。
民部卿局（みんぶきょうのつぼね）
（ヨシ → 民部卿局）
演：宮地雅子
江の乳母。名はヨシ。
奔放な江に振り回される事が多く、また自身もやや口が軽く調子に乗りやすい面がある。江の筆頭侍女であり、江が江戸に入った際には唯一頼れる人物でもあった。江の夫である秀忠の将軍職就任を機に、秀忠の乳母である大姥局より江戸城の奥の取り仕切りを引き継ぎ、民部卿局と称する。
大蔵卿局（おおくらきょうのつぼね）
（サキ → 大蔵卿局）
演：伊佐山ひろ子
淀（茶々）の乳母。名はサキ。大野治長の母。
鐘銘事件の際は釈明のため家康のもとへ赴くことを願い出る。家康からは丁重に応対されるが、片桐且元の持ち帰った報告がそれと食い違っていたことから、徳川家との対立は決定的になる。大坂夏の陣では、淀や秀頼に先立って自害した。
ウメ
演：和泉ちぬ
常高院（初）の乳母。
乳母仲間のヨシやサキとは仲がいい。京極高次が死去し初が出家すると、共に出家した。後に、先述の二人と違って生涯「ウメ」のまま、よい名乗りを頂けなかったことが心残りだと語った（常高院は、それを「嫌み」と取っていた）。

### 織田家

#### 織田一門
織田信長（おだ のぶなが）
演：豊川悦司
市の兄。江の伯父。美濃岐阜城、のち近江安土城を拠点とする戦国大名。革新的な思想の持ち主だが、周囲はその真意を図りかねることがある。
浅井家を内側から制する目的で妹・市を長政に嫁がせるが、市が長政を愛してしまったことで目論見は外れ、さらに浅井家が織田家を裏切り朝倉家についたことからこれを滅ぼした。以降、市との間にわだかまりが生じ、茶々と初にも憎まれることになる。しかし自分を父の仇と知っても恐れず自らの意見を率直に述べる江を気に入り「己を信じ、思うままに生きよ」という言葉を残し、これは以後も江の生きる指針となる。
「天下布武」を旗印に反抗する勢力を時に苛烈な手法で滅ぼしてきたが、その真意は「泰平の世をもたらすため、恐れ憎まれる役割を自らが背負う」というものであった。一方で、「自らに殻を作っている」と思った光秀には内心の期待ゆえに幾度となく辛く当たるが、光秀にその気持ちが通じることなく、本能寺にて最期を遂げる。信長が愛用した「天下布武」の印判は、市の手を経て江へと渡って行く。
織田信包（おだ のぶかね）
演：小林隆
信長の弟で市の兄。江の伯父。伊勢上野城、のち津城の城主。兄とは違い穏やかな性格。
兄・信長の命で小谷城を落ちた市と江ら三姉妹らを保護していた。その縁もあって江たちから見れば一番近しい伯父にあたる。後に江と離縁させられた佐治一成を迎える。
織田信忠（おだ のぶただ）
演：谷田歩
信長の嫡男で、江たち三姉妹の従兄弟。弟達と共に江たちを暖かく出迎える温厚な性格。
信長から家督を譲られ、甲州征伐などで功績を上げたが、本能寺の変で信長に続いて横死した。
織田信雄（おだ のぶかつ）
演：山崎裕太
信長の次男。プライドは高いが軽率な人物。
信長死後は尾張清洲城主となるが、清州会議にて信長の後継者の指名を外され家康に接近する。秀吉による天下簒奪への焦りから家康に秀吉との決戦を催促し、小牧・長久手の戦いでは徳川勢の活躍もあって優勢に立つ。しかし秀吉の懐柔策に乗って和睦を結び、家康らを落胆させた。
後に娘が秀吉の養女となり、秀忠と婚約している。
織田信孝（おだ のぶたか）
演：金井勇太
信長の三男。兄の信忠・信雄とは異母兄弟にあたる。
兄たちに次ぐ織田一門の重鎮。父の死後は秀吉と協力して光秀を討つ。その後の清州会議では勝家に推されて織田家の家督を目指すが、秀吉の擁する三法師の登場によってその願いは潰える。会議後は岐阜城に入り三法師を後見するが、秀吉の圧力に屈して三法師を奪われる。その後は勝家と同盟して秀吉に対抗するも、勝家の敗死によって孤立し、秀吉に唆された信雄の恫喝によって自害した。
三法師（さんぼうし）
演：西村亮海（幼児期：庄司龍成）
信忠の遺児で、信長の嫡孫。
清洲会議において、当時まだ3歳と幼いながら織田家の嫡流であるという名目で秀吉によって擁立され、丹羽長秀・池田恒興の賛成を受けて織田家の家督を継いだ。当初は叔父・信孝の後見を受けて岐阜城にいたが、秀吉の圧力を受けてその保護下へと移された。秀吉に懐柔されており、秀吉の母・なかや偶然居合わせた従叔母の江にはよく懐いている。当初は秀吉によって正体を隠され「ほうし様」と呼ばれていた。

#### 柴田家・勝家派諸将
柴田勝家（しばた かついえ）
演：大地康雄
織田家の筆頭家老。通称は修理亮。「鬼柴田」と呼ばれる猛将だが、刺繍を得意とする意外な一面も持つ。
岐阜時代からの織田家重臣。信長政権下では北陸方面軍を担当し、越前北庄城を治める。本能寺の変で信長が斃れた際には弔い合戦で秀吉に後れを取り、そのために信長の後継として推していた信孝を秀吉によって退けられ、織田家中の発言権を掌握されてしまう。同じく秀吉の織田家簒奪を憂う市を妻として迎えて秀吉に対抗する。
結婚当初は、主筋に当たる市や三姉妹に低姿勢で接しており、長政を慕う茶々や初からも距離を置かれていた。しかし市の頼みや江の行方不明騒動を経て、家族としての関係を築き、一年余りとはいえ穏やかな日々を送る事になった。しかし秀吉との戦では味方との連携不一致や大雪に阻まれて後手に回り、信孝と連合して臨んだ賤ヶ岳の戦いで完敗。居城へ帰り、市とともに自害した。
佐久間盛政（さくま もりまさ）
演：山田純大
織田家の家臣。信長死後は柴田軍に所属し、勝家の事は「殿」と呼んでいる。
柴田家の重臣格であり、秀吉との関係が緊張する中で再三に渡って勝家に出陣を進言した。賤ヶ岳の戦いでは信孝討伐に出陣した秀吉の不意を突くように勝家に進言し、深追いをしない事を条件に羽柴軍を破るが、調子付いて長陣した所を大返しを強行した羽柴軍の奇襲を受け、敗走を余儀なくされた。
与助（よすけ）
演：大竹浩一
北庄城の馬屋番。
勝家との関係に悩む江が気晴らしに早駆けをしようとした際に無断で飛び出す江を制止するものの江を止める事が出来なかった。江がそのまま行方不明となったため、翌朝までに戻らなければ処刑される事になっていたが、江が帰還したために許される。

#### 明智家
明智光秀（あけち みつひで）
演：市村正親
織田家の家臣。元は足利義昭の家臣。通称は日向守。また惟任日向守とも呼ばれる。
義昭を奉じる信長の忠実な家臣として各地を転戦、新参ながら信長に最も認められる武将となった。しかし穏やかで保守的な思想の持ち主で、信長の急進的な思想を理解できず、また必要以上に自身に辛く当たる信長に対して次第に反発を覚えるようになり、遂には本能寺の変で信長を滅ぼすに至る。変後、森蘭丸からの手紙で信長の真意を知り、江に「天下を取れたなら信長の遺志を継いで泰平の世を築く」ことを約束するが、秀吉との合戦で敗北し、敗走中に重傷を負ったために自害した。
斎藤利三（さいとう としみつ）
演：神尾佑
明智家の家老。通称は内蔵助。福の実父。
光秀の側近であり、彼が謀反を決意した際にも傍らにいた。事変以前は光秀の事を「殿」と呼んでいたが本能寺の変以降は「上様」と改め、光秀への期待を露わにしていた。光秀の首脳として庶務に奔走するも、光秀は羽柴秀吉に敗北。重傷を負った光秀になおも期待を向けるが光秀の自害の意を翻すには至らず、光秀の介錯をした。その後、羽柴軍に捕えられ、磔刑に処せられた。

#### 森家の兄弟
森蘭丸（もり らんまる）
演：瀬戸康史
信長の小姓。美貌に優れ、信長の側近として仕えている。
信長の側近として諸将の動向を鋭く観察し、光秀の不満が慕っていることをいち早く察知。光秀の心情をおもんばかって一通の手紙をしたためる。しかしその気遣いが光秀に届く事はなく、本能寺の変で明智軍と交戦。信長が自害する時間を稼ぐために敵軍へ斬り込み、戦死した。奇しくも、その手紙を光秀が読んだのは、光秀が京へ出陣した後だった。
森坊丸（もり ぼうまる）
演：染谷将太
信長の小姓。蘭丸の弟。兄弟ともに美貌に優れる。その容姿から初に一目惚れされた。
弟・力丸とともに安土城で江たちの接待役として登場。江たち浅井氏は父や兄の仇にあたるが、それを知った上で江たちの面倒を見ていた。信長のやることに一切の疑いを抱かず忠誠を尽くした末、本能寺の変では信長とともに明智軍と戦い、信長の指示で本能寺の境内に火を放った。その戦いで戦死。
森力丸（もり りきまる）
演：阪本奨悟
信長の小姓。蘭丸・坊丸の弟。
坊丸とともに登場。姉妹の三女・江とは、彼女の屈託のない性格もあり、親しく交流していた。本能寺の変では信長から侍女らを逃がすように指示された。その戦いで戦死。

#### その他の織田家臣
佐治一成（さじ かずなり）
演：平岳大
織田信雄の家臣で、尾張大野城主。生母が信長の妹・犬であり、江らとは従兄弟にあたる。江の最初の夫。
伊勢湾一帯に影響力を持っている水軍の将であり、その存在を警戒した秀吉から懐柔策として江との縁組を打診され、織田一族の結束を図るためにそれを承諾する。小牧・長久手の戦いの後、三河へ撤退する徳川軍を水軍で送り届けるが、それを秀吉に咎められ、江が秀吉に騙されて大坂へ赴いている最中に改易処分となり、江とも離縁させられてしまった。その後は隣国の織田信包が治める伊勢津城へ逃れた。
江との結婚生活は非常に短く、夫婦の契りを交わす直前の別れであったが、互いに好感情を抱いていた。
その後江戸へ赴いた際に江と再会する。秀忠の隠し子・幸松のことで悩む江に、「心のままに進むべきだ」と勧めた。
丹羽長秀（にわ ながひで）
演：江連健司
織田家の重臣。
京都の馬揃えでは先頭の軍を率るなど、信長生前からの重臣。清洲会議で秀吉や勝家らと織田家の跡目について議論する。当初は勝家の推す信孝案に同調するような姿勢を見せたが、秀吉が三法師を擁立するや翻してそれを了承した。
池田恒興（いけだ つねおき）
演：武田義晴
織田家の重臣。
清洲会議に参加し、秀吉の擁立する三法師に賛成を投じる。
佐々成政（さっさ なりまさ）
演：中原裕也
織田家の家臣。孝子の外祖父。
岐阜時代からの信長の家臣で、市が浅井家に嫁ぐ際には前田利家らとともにその警護と見送りの任を務めた。信長の死後は秀吉と対立するが、秀吉の配下になっていた利家らと交戦して敗れた。

### 豊臣家

#### 豊臣一門
豊臣秀吉（とよとみ ひでよし）
（木下藤吉郎秀吉 → 羽柴秀吉 → 豊臣秀吉）
演：岸谷五朗
通称は藤吉郎（とうきちろう）、のち筑前守。幼名は日吉。猿というあだ名で呼ばれる事も多い。「人たらし」などと呼ばれ、人心掌握が得意な一方で、自らの欲望に忠実な人物。
元々は信長の家臣で、木下（きのした）姓を名乗っていた。市に想いを寄せていたが、信長の命で彼女のいる小谷城を攻め、浅井家を滅ぼす。その後、苗字を羽柴（はしば）と改め、信長の中国攻めの大将となった。
本能寺の変を知ると、いち早く戦場から取って返して光秀を討ち、次に織田家の家督を巡って対立した勝家を賤ヶ岳の合戦で破り、織田家中の実権を握る。しかし浅井家を滅ぼし、さらに勝家を滅ぼしたことで、三姉妹の仇敵となる。
その後、信長の係累を従え、家康を初めとする諸大名を平定。また官職においても関白の地位にまで昇り詰め、朝廷から豊臣の姓を下賜され、名実ともに天下人となった。また市に面影が似てきた茶々に好意を抱き、市の遺言や江の念書も無視して様々な手でアプローチし、ついに妻とした。しかし、愛息・鶴松の死を契機に無謀な朝鮮出兵を行い、また千利休や秀次一門を死に追いやるなど残虐な行動が目立ち始める。
江とは折り合いが悪く、彼女に信長の面影を見て、恐怖を抱くことが度々あった。また親の仇というだけでなく何度も彼女から大切な人間を奪ってきた経緯もあって深く恨まれており、秀次一門の処刑を契機に絶縁を通告される。
最期は病に倒れ、家康らに息子・秀頼の後事を託し、見舞いに訪れた江にこれまでの事を詫び、「徳川の家で幸せになれ」と言い残した。
市（鈴木保奈美）の語りでは、市との直接の血縁関係のあるもの以外では唯一敬称を付けられずに呼ばれていた。
高台院（こうだいいん）
（おね → 北政所 → 高台院）
演：大竹しのぶ
秀吉の正室。名はおね。秀吉の関白就任後は北政所と称される。
秀吉が高い地位に昇り詰めることにはやや懐疑的だが、夫の実力は認めている。浅井三姉妹を「市から預かった」として丁重に接し、茶々に想いを抱く秀吉を牽制するが、結局秀吉に茶々を諦めさせることはできなかった。茶々が秀吉の子を身ごもった際は、豊臣家の女性として、茶々に戒めの言葉を贈った。
秀吉の死後は剃髪して高台院と号する。家康に不審を抱く淀に、「信じることが必要」と説いた。しかし、秀忠が将軍に就任した際、秀頼に祝いに訪れるよう勧めてほしいという家康の頼みを受けるも、淀に一蹴される。大坂夏の陣の際には、秀忠に停戦するよう淀を説得してほしいと依頼されるも、淀の気性から不可能だと拒み、「この世を泰平にするために避けて通れぬ戦があるのではないか」と語った。
豊臣家滅亡後は、居する高台寺にて没するまで龍子と過ごすようになった。
大政所（おおまんどころ）
（なか → 大政所）
演：奈良岡朋子
秀吉の母。名はなか。息子達を幼名で呼ぶ。
天下統一を目指す秀吉に請われて大坂城に入るが、城に入ってからも庭で畑仕事をしている。秀吉が高い地位に昇り詰めることには懐疑的で「罰が当たる」と発言しているものの、一方で子らを思う発言も多い。家康を思うようにできず苦慮する秀吉に旭に続いて自分が人質となると名乗り出て家康のもとへ赴き、彼をついに根負けさせた。朝鮮出兵のさなかに病に倒れ、見舞いに訪れた江に「秀吉を許してほしい」と願い、無謀な戦を起こした秀吉の将来を憂いつつ世を去った。
豊臣秀次（とよとみ ひでつぐ）
（羽柴秀次→豊臣秀次）
演：北村有起哉
秀吉の姉・ともの長男。秀吉の甥。江の義兄。江からは「義兄上様」と呼ばれる。
小牧・長久手の戦いでは別働隊を率いて徳川軍の逆襲を受け、大敗するが、その後の紀州攻めでは大将として戦功を挙げ、秀吉の身内として重用される。しかし酒乱癖などその器量を秀吉から疑問視され、江にも嫌われていたが、鶴松の死後、秀吉の養子となって関白の座を受け継ぐと、弟・秀勝と再婚した江とも親交が生まれ、また読書家という意外な一面も見せるようになる。
しかし拾の誕生により疎んじられるようになり、それを感じて荒れ始め、やがて乱行を罪に問われて幽閉される。幽閉先を訪ねた江に釈明を促されるが、秀次は既に覚悟を決めており、高野山に追放された後、秀吉の命に従い潔く切腹した。その後、彼の一族もことごとく処刑された。
豊臣秀勝（とよとみ ひでかつ）
（羽柴秀勝→豊臣秀勝）
演：AKIRA
秀吉の姉・ともの次男。秀吉の甥であり養子でもある。兄・秀次を心から慕っており、関係は良好。江の2番目の夫。
秀吉が信長から貰い受けた養子・秀勝の名を引き継ぐ。秀吉にも憚らずに物申す快活さから江に好意を寄せられるようになるが、九州征伐の恩賞に不平を述べたために追放される。その後は父の所領で秀次の援助を受けて過ごすが、小田原攻めを前に甲斐を与えられて復帰する。
秀次が関白となると、その器量を疑う秀吉から秀次の監視を命じられ、江との結婚を条件にこれを承諾する。しかし夫婦となって間もなく朝鮮出兵に従軍し、唐島に布陣する。しかし朝鮮民衆の反発から端を発した騒動で部下から誤って斬りつけられて負傷し、その傷が元で病にかかって死亡した。江との間に一女の完を遺した。
豊臣秀長（とよとみ ひでなが）
（羽柴秀長 → 豊臣秀長）
演：袴田吉彦
秀吉の弟。
秀吉の片腕として織田家臣時代から兄を支える。道楽に現を抜かす秀吉を諌める事もあるが、身内に優しい兄を慕っている。秀吉が天下人として出世するに従って豊臣政権の重鎮となり、大和郡山城主となった。鶴松が体調を崩したのと同時期に病に倒れ、秀吉に利休など「耳に痛いことを言う者」こそ信用するよう遺言し、鶴松の身代わりになるように死去した。
秀長の妻
演：柴垣亜希
秀長の妻。
豊臣秀頼（とよとみ ひでより）
（拾 → 豊臣秀頼）
演：太賀（幼少期1：須田琉雅 / 幼少期2：黒澤宏貴 / 少年期：武田勝斗）
秀吉と淀の間に生まれた次男。幼名は拾（ひろい）。
豊臣家と徳川家が両立して泰平の世を築くことを望んでおり、徳川家を敵視する母の淀を説得して上洛し、家康と対面する。その後も秀忠の意思を知り両家の関係を保ち続けることを願っていたが、方広寺鐘銘事件により合戦は避けられなくなる。その後は徳川との合戦を決意し、敗北を喫した後は淀と共に自害した。
旭（あさひ）
演：広岡由里子
秀吉の妹。
秀吉の大胆な言動にシニカルな家中の面々の中で、唯一全面的に秀吉の肩を持ち、兄を誇りに思っている。秀吉の関白就任後も大坂に留まる。秀吉から夫・甚兵衛と離縁し家康に嫁ぐという話を持ってこられた際も、兄のために役に立ちたいと承諾する。しかし家康からは丁重な扱いを受けるも妻としては見られず、上洛の件も首を縦に振らせることができなかった。大政所の見舞のため実家に戻るが自身が病に倒れ、聚楽第で身内に看取られながら息を引き取る。
完（さだ）
演：山本舞香（幼少期1：栗本有規 / 幼少期2：伊東心愛）
江と秀勝の長女。江が秀忠に再々婚の際、母と引き離されて伯母の淀の元へ引き取られた後、淀の手によって摂家の九条忠栄の元へ、輿入れした。
とも
演：阿知波悟美
秀吉の姉。秀次と秀勝の母。
秀吉に招かれて、母や妹夫婦とともに大坂城へ入る。秀吉の関白就任を見届けると、尾張へと戻った。
羽柴秀家（はしば ひでいえ）
演：斉藤悠
秀吉の養子。宇喜多氏出身。
秀吉の他の養子たちとともに大坂城で暮らしている。
羽柴秀勝（はしば ひでかつ）
（於次丸 → 於次丸秀勝 → 羽柴秀勝 ）
演：斉藤秀翼
秀吉の養子で、織田信長の四男。幼名は於次丸（おつぎまる）。
秀吉が信長から貰い受けた養子で、江たちとは従兄弟の関係に当たる。信長の死後も羽柴家の一門として遇されていたが、若くして亡くなった。秀吉もその死を悲しみ、自らの甥・小吉に「秀勝」を名乗らせている。
鶴松（つるまつ）
演：大滝莉央
秀吉と淀の間に生まれた嫡男。
当時、実子の無かった秀吉にとっては待望の長男であった。しかしわずか3歳で命を落とし、秀吉と淀を嘆かせた。
豊臣国松（とよとみ くにまつ）
演：三谷翔太
秀頼の長男。母は秀頼の側室。大坂城落城後、捕えられて処刑された事が語られている。

#### 細川家
細川ガラシャ（ほそかわ -）
（明智たま → 細川たま → 細川ガラシャ）
演：ミムラ
細川忠興の正室。明智光秀の娘。名はたま。
江たちとは京都で出会う。本能寺の変で光秀が謀反人となると、それに従う事を良しとしない舅・細川幽斎の意向で、領内に幽閉され、この間に忠興が側室を作っていた事から、夫婦関係も冷え切る。幽閉が解けた後はキリスト教に傾倒し、江の励ましもあって洗礼を受けた。関ヶ原の合戦を前に夫と和解するが、石田三成に人質となることを求められると、それを拒んで家臣に自分を殺させ最期を遂げた。
清原マリア（きよはら マリア）
（清原いと → 清原マリア）
演：吉田羊
ガラシャの侍女。名はいと。
ガラシャの侍女筆頭的立場にあり、彼女が忠興に幽閉された際もそれに従っている。キリスト教に入信しており、幽閉中に希望を失ったガラシャ（たま）にキリスト教を教える。後に彼女の願いに応じて宣教師との間を奔走し、その受洗を代行した。細川屋敷を三成の軍に囲まれた際にはガラシャに殉死を申し出るも許されず、逆に家臣や侍女たちを任されたため、屋敷を退去した。江にはガラシャの死に様を手紙にしたためて報告している。
細川忠興（ほそかわ ただおき）
演：内倉憲二
織田家、後に豊臣家の家臣。光秀の娘婿にあたる。千利休の弟子でもある。
朝廷内の事情にも通じており、秀吉に摂家内での争いを教えることで、彼の関白就任に貢献している。
秀吉の死後は家康に接近。また三成とは折り合いが悪く、福島正則らと石田邸を襲撃するなどしている。そして家康に従い上杉征伐に出陣する直前、ガラシャに対して本能寺の変の際に守ってやれなかったことや側室を持ったことで彼女を苦しめてきたことを詫びて和解する。しかし、その直後にガラシャが三成によって死に追いやられると激高し、小山での評定では真っ先に家康への加勢を宣言した。
細川光千代（ほそかわ みつちよ）
演：中川大志
忠興とガラシャの三男。
秀吉没後、父が家康に付くという意思表示のための人質として、江戸へして下向してくる。その際、江へガラシャからの手紙を渡している。
細川幽斎（ほそかわ ゆうさい）
演：小田豊
織田家の家臣。丹後宮津城主。忠興の父。名は藤孝（ふじたか）。
明智光秀とは息子・忠興の縁もあって親交が深かった。しかし本能寺の変に際して光秀に同心を要請された際には光秀の不忠に憤慨し、剃髪して自領に閉じ籠もる。その際、光秀の娘であるたまを殺す事を忠興に迫っている。
小笠原少斎（おがさわら しょうさい）
演：松本真治
細川家家臣。キリシタンであるため自害できないガラシャに懇願され、槍で胸を突いて介錯した。

#### 京極家
京極高次（きょうごく たかつぐ）
演：斎藤工
豊臣家の家臣。戦国武将京極高吉と浅井久政の娘マリアの子で、江ら三姉妹の従兄弟にあたる。
秀吉の側室となった姉・龍子の引き立てもあり、本能寺の変で明智方について没落した京極家を再興させるが、「姉を側室に差し出して出世した」という風評から初に「ダメ男」と酷評された事もある。
偶然出会った初とお互いに惹かれあい、初の姉・茶々の秀吉への取り成しもあり、結婚に至る。それまでは菓子類を苦手としていたが、菓子好きの初との結婚を機に食べられるように努力すると誓う。
豊臣恩顧の大名ではあるが家康とも昵懇で、関ヶ原の合戦では迷った末に当初は西軍につき、後に東軍に味方するという選択をする。居城・大津城が西軍の激しい攻撃に晒されるものの奮戦し、結果的には降伏したものの西軍を初と共に足止めするという功を挙げた。敗戦後は高野山で謹慎していたが、家康から戦功を賞されて呼び戻され、若狭国小浜に封じられる。その後は主筋豊臣と恩のある徳川の対立に心を痛めながら、初に後事を託して亡くなった。
寿芳院（じゅほういん）
（京極龍子 → 寿芳院）
演：鈴木砂羽
高次の姉で、江ら三姉妹の従姉にあたる。本能寺の変の後秀吉の側室になった。
明るくおっとりした性格で、上品な物腰と本作の女性陣では珍しく女言葉を用いるのが特徴。秀吉と茶々の関係など、物事を楽しんで見ている節が見受けられ、またどこか抜けたところがあるが、彼女なりの洞察力も持っている。
夫が山崎の合戦で光秀に与して戦死し、京極家のためにやむなく秀吉の側室となる。最初は嫌で仕方がなかったが、身辺の世話をしているうちに彼の人間性に惹かれるようになった。正室・おねとの関係も良好である。弟・高次が初に結婚を申し出た際は、高次の風評から決心がつかずにいた初に風評の真相と弟の想いを語り、彼女の心を定める決め手を作った。江が夫・秀勝の死を受け入れられずにいた際、夫の死から立ち直る方法として、「最初からいなかったと思えばいい」と発言し、初に「聞く相手を間違えた」とぼやかれたこともある。また、秀吉への愛情は深く、彼の死後は悲しみに打ち沈み、なかなか立ち直れなかった。その際、前述の言葉を江に詫びた。
弟・高次の没後は初と同じく出家して寿芳院（じゅほういん）と号す。その後、江戸へ赴いた際、秀頼の死以来ふさぎこんでいる千のことで江に相談され、「嫁に出してはどうか」と進言する。
なお番組公式サイトおよびドコモ スマートフォン動画では、龍子が江とその周辺の人間模様を解説する「龍子の部屋」というミニ番組が公開されていた（全12回）。

#### 石田家
石田三成（いしだ みつなり）
演：萩原聖人
秀吉の家臣。五奉行の一人。
浅井家旧臣の出身で、北ノ庄城落城の際、秀吉の使者として城に入り、三姉妹の身柄を引き取った。秀吉の淀（茶々）への想いを叶えようと奔走する一方で、彼女に密かに想いを寄せる。
秀吉の信頼の厚い千利休に嫉妬して讒言を以って切腹に追いやったり、また秀吉の内意を受けて邪魔な秀次の一族の追い落としを図るなど、秀吉と淀の為なら手を汚すことも厭わない。その度を越した忠勤振りが原因で、江や秀吉子飼いの武将達には嫌われている。
死を目前にした秀吉から淀と秀頼の後事を託され、秀吉の死後は五大老の筆頭となった家康の台頭を警戒して対抗勢力の結集を図るが、福島正則らに襲われて家康の仲裁を受け、居城・佐和山城への隠居を余儀なくされる。家康が軍勢を率いて会津に向かった隙を衝いて挙兵し、関ヶ原で家康との決戦に臨むが、味方の多くに裏切られて敗北。捕らえられて処刑された。秀忠の人物を認めており、処刑の前に淀と秀頼の後事を託した。
江は三成のことを終始あまりよく思っていなかったが、三成が処刑された時には豊臣家への忠誠心を褒め称えた。
島左近（しま さこん）
演：中村育二
三成の側近。
家康との対立を深める三成を補佐し、三成が一時期佐和山城で謹慎した際もそれに従っている。三成が挙兵すると、その軍師として関ヶ原へ布陣する。

#### 黒田家
黒田官兵衛（くろだ かんべえ）
演：柴俊夫
秀吉の軍師。片足が不自由で歩行時は杖を用いている。
秀吉が織田家に仕えていた頃から側近として秀吉に従い、信長死後の秀吉の天下統一に大きく貢献する。秀吉に諫言できる数少ない人材だったが、その智謀を三成に警戒されるようになり、天下統一後は嫡男の長政に家督を譲って隠退する。
秀吉の死後、台頭する家康に対抗しようとする三成に味方になるよう説得されるも、「人の心をわかっていない」と苦言を呈して三成の敗北を予言し、領国の九州・豊前へと隠退した。
黒田長政（くろだ ながまさ）
演：長谷川公彦
官兵衛の嫡子。豊臣家の武将。
父の隠居によって家督を継承、朝鮮出兵では福島正則らとともに渡海している。秀吉の没後、予てより折り合いの悪かった三成との関係が激化し、福島正則らとともに石田邸を襲撃するなどの過激な行動をとっている。小山評定では正則とともに家康支持と打倒三成を唱える。

#### 真田家
真田幸村（さなだ ゆきむら）
演：浜田学
真田昌幸の次男。
父と共に秀忠を翻弄し、関ヶ原の合戦に遅参させた。
戦後に高野山に蟄居の身となるが、大坂の陣に際して浪人の一人として駆けつける。夏の陣では家康を追い詰めるも討ち取ることはかなわず、致命傷を負って倒れていたところを秀忠らに見つかり、彼らの見守る中息を引き取った。
真田昌幸（さなだ まさゆき）
演：藤波辰爾
豊臣傘下の大名。信濃上田城主。
関ヶ原の戦いにおいて西軍に味方したため徳川秀忠率いる軍勢に城を攻められるが、守戦に徹して秀忠軍を寄せ付けず、秀忠軍の関ヶ原遅参を招いた。

#### 上杉家
上杉景勝（うえすぎ かげかつ）
演：和田唱
会津120万石の大大名。豊臣五大老の一人。上杉謙信の養子。
秀吉の死後、家康の上洛要請を拒み、対決姿勢を見せる、これに激怒した家康は上杉征伐を決断し、関ヶ原の戦い勃発の原因となる。
直江兼続（なおえ かねつぐ）
演：松本真治（二役）
上杉家の重臣。

#### その他の豊臣家臣
大野治長（おおの はるなが）
演：武田真治
豊臣家臣。大蔵卿局の息子。
徳川家の動静を警戒視し続ける。大坂夏の陣では秀忠の軍勢が撃ちかけた鉄砲の銃弾を浴びて倒れた。
片桐且元（かたぎり かつもと）
演：三田村邦彦
豊臣家の家老。
徳川家との関係においては慎重派で、鐘銘事件では釈明に赴くが、本多正純の提示した三条件と、家康に対面した大蔵卿局の心証が食い違っていたことで淀に寝返りを疑われ、大坂城からの退去を余儀なくされる。
前田利家（まえだ としいえ）
演：大出俊（壮年期：和田啓作）
元織田家の家臣、後に豊臣家の傘下に入る。
岐阜時代からの信長の家臣で、市が浅井家に嫁ぐ際にはその警護役を務める。後に柴田勝家の北陸方面軍に所属。信長死後も勝家の下に収まったが、勝家の滅亡後は秀吉の幕下に入り、佐々成政攻撃に参加している。
その後、豊臣政権では五大老の一人となる。秀吉の死後、無断で大名同士で婚儀を執り行った家康とそれを難じる三成の対立を仲裁するなど政権内融和に努めたが、ほどなくして妻子に看取られ病死した。
古田織部（ふるた おりべ）
演：古澤巌
秀吉の家臣。名は重然。千利休の茶の弟子でもある。
利休から最も目を置かれている茶人であり、利休が秀吉に引退を求めた際、自らの後継者に推薦された。
福島正則（ふくしま まさのり）
演：金山一彦
豊臣家の武将。
秀吉子飼いの武将で、朝鮮出兵などに従軍。石田三成ら文治派とは折り合いの悪い武断派に属している。前田利家の死後、三成を暗殺せんと細川忠興・加藤清正・黒田長政らと石田邸を襲撃したが、家康の仲裁によって兵を退いている。小山評定では家康支持を表明した。
加藤清正（かとう きよまさ）
演：横山一敏
豊臣家の武将。
正則と同じく秀吉子飼いの武将。秀吉の没後は三成と鋭く対立し、正則らとともに石田邸襲撃事件を起こす。関ヶ原の戦い後は、秀頼を支持する大名の筆頭格として家康に警戒される。秀頼が上洛して家康と面会した際には警護の名目でこれに同道し、秀頼に護身用として長針を手渡した。
毛利輝元（もうり てるもと）
演：浜田晃
豊臣傘下の大名で五大老の一人。中国地方に勢力を持つ。
三成の対家康の切り札として、豊臣軍総大将として擁立されて大坂城に入る。
副田甚兵衛（そえだ じんべえ）
演：住田隆
旭の夫。
旭との仲は非常に良好であったが、秀吉が家康を懐柔するために旭を家康の元へ送り込もうとした際に強制的に離縁させられた。その際、見返りとして秀吉から大幅な加増を提示されたが、妻を売ったと言われたくないと拒否し、出奔した。
後藤又兵衛（ごとう またべえ）
演：木村栄
豊臣家の武将。
真田幸村と同じく牢人の身から大坂城へ入る。総大将である秀頼が中々出馬しない事を疑問に感じていた。小松山での戦闘で戦死。
毛利勝永（もうり かつなが）
演：青山義典
豊臣家の武将。
元豊臣配下の小大名。官位は豊前守（ぶぜんのかみ）。真田幸村と同じく牢人の身から大坂城へ入る。

#### その他の豊臣家中の女性
孝蔵主（こうぞうす）
演：山口果林
高台院の筆頭侍女を勤める尼。
大津城にて西軍の猛攻により、初や高次らが窮地に陥ると、それを救うため高台院によって大津城に大蔵卿局と共に初らを救出に行く。
トヨ
演：山内明日
秀吉の側室。
茶々と同い年の快活な女性で、初が高次に嫁いだ頃に側室となった。彼女が秀吉と戯れる様子を見た茶々は、その直前に秀吉から想いを吐露されていた事もあって怒りに駆られ、秀吉を引っ叩いてしまい、自らの気持ちを考える機会となった。

### 徳川家

#### 徳川一門
徳川家康（とくがわ いえやす）
演：北大路欣也
織田家と同盟を結んでいる戦国大名。三河国を中心に東海一帯を治め、後に江戸を拠点に関東へと国替えする。秀忠の父。
堺の見物の際に江と同行し、伊賀越えでも行動を共にした。物事を静観し、機を窺い続けることが多い。秀吉と一戦交えた後は臣従を拒み続けるも、なりふり構わぬ懐柔策に屈服する。しかし、その後も天下の形勢をそれとなく見定め続ける。
秀忠への嫁入りを断固拒絶していた江に、「秀忠の心を開いてほしい」と頼み込み、彼女の心を定めた。
秀吉の死後は表向きは豊臣家を立てつつも徐々に勢力を強めていき、やがて豊臣家を追い詰めていく。そして鐘銘事件をきっかけに「自分にとっての最後の戦」として、大坂の陣に臨む。
秀忠とは豊臣家をめぐる処遇で衝突するなど距離が縮まらなかったが、内心では息子への愛情を抱き続けていた。
豊臣家滅亡後は秀忠に政治を一任し、自らは悠々自適の生活を送る。最期は病に倒れ、秀忠と互いの胸中をさらけ出し合って和解する。そして江と秀忠のよき夫婦ぶりに目を細めつつ、静かに息を引き取った。
徳川秀忠（とくがわ ひでただ）
（竹千代 → 徳川竹千代 → 徳川秀忠）
演：向井理（幼少期：嘉数一星）
家康の三男。幼名は竹千代（たけちよ）。
家康から突出した「何か」を見出され、目をかけられる。幼少の頃は明るく闊達な性格だったが、妻子を政略の駒として使い平然と犠牲にする家康と接する内に、冷めた性格の皮肉屋に豹変してしまう。江とは臨終の床に就いた旭を見舞った際に出会う。その後も顔を合わせるたびに皮肉めいた言動をとり、彼女に悪印象を抱かせた。
江との結婚後もやはり冷めた態度で、江の懇願に答えて夫婦の契りを交わしてからも一定の距離を置き続けるが、やがて子煩悩な一面や江に通じる戦嫌いの顔を見せ、彼女との距離を縮めていくようになった。
豊臣家と対立することには否定的で、一度は豊臣家との決別の意味も含む将軍職の継承を拒否するも、「天下泰平のため将軍となってほしい」という江の説得を聞き入れ、承諾する。独自に「秀頼を関白とし、自らは将軍としてそれを支え、泰平の世を築く」という案を構想するも、家康に一蹴される。大坂冬の陣開戦の後も父とは一線を画し、平和的解決策を模索し続ける。しかし不可能を悟って総攻撃の号令を発し、淀や秀頼を自害に追いやった。
将軍職を譲って以降も政治に何かと口を出す父を疎ましく思い、内心では死を願うほどだったが、臨終の床に就いた家康には、息子として父を想う心を口にした。
家康の死後は息子・家光のためも考え、大名たちに厳しい姿勢で臨む。
千（せん）
演：忽那汐里 （少女期：芦田愛菜 / 幼少期：高崎ハル）
秀忠の長女（江の次女）。
徳川家と豊臣家の懸け橋となるべく、7歳で輿入れする。秀頼とは相思相愛の間柄だったが、大坂の陣により徳川家と豊臣家は敵対することになり、夫・秀頼を失うことになる。豊臣家滅亡後は江戸に戻り総攻撃の命を発した父・秀忠を恨み続けるも、江の説得に応じ、本多忠刻に嫁いだ。
徳川信康（とくがわ のぶやす）
演：木村彰吾
家康の長男。母は築山。
武将として優秀であり家康からの期待は厚く、また信長の娘・徳を娶るなど織田家との同盟にも重要な人物。しかし徳の「信康が武田家に内通している」という密告により、信長から切腹が言い渡される。家康は苦渋の末、信康を切腹させる事になった。
結城秀康（ゆうき ひでやす）
（於義丸 → 羽柴秀康 → 豊臣秀康 → 結城秀康）
演：前田健
家康の次男。後に秀吉の養子となる。幼名は於義丸（おぎまる）。
兄・信康の死後、徳川家の世継ぎと見なされていたが、小牧・長久手の合戦の後、人質として秀吉の養子に出される。自らを優遇してくれた秀吉には懐いており、秀吉の養子たちの様子をのぞき見ていた江を驚かせた。
後に関東の大名・結城家の家督を継承。秀吉没後は父の元へと戻る。関ヶ原には参陣を許されず、戦後は北庄に67万石を与えられる。
徳川竹千代（とくがわ たけちよ）
（竹千代 → 徳川竹千代 → 徳川家光）
演：木咲直人（少年期：水原光太 / 二歳：橋爪龍）
江の長男（秀忠の次男）。元服後は家光を名乗る。
江の手元を離れ、乳母の福によって養育される。幼少の頃は蒲柳の質で、福への依存心が強く、江に懐こうとしなかった。成長してからは弟・国松をいじめるなど暴力的な性格を持つため、江からは半ば見放されていた。しかし根は戦を厭う優しい性格で、母への複雑な愛情を抱いていた。福からそのことを聞かされた江は竹千代と和解する。
徳川国松（とくがわ くにまつ）
（国松 → 徳川国松 → 徳川忠長）
演：今川智将（少年期：松島海斗 / 赤子：寺岡修太郎）
江の次男（秀忠の三男）。竹千代の弟。元服後は忠長を名乗る。
明朗で心優しい性格だが、伯母の常高院からは「少々調子がよすぎる」と評されていた。
兄・竹千代が福に囲われて育った事もあって、江が自ら養育する。そのため母の愛情を一身に受けて育ち、江も長らくこの英明な弟を跡継ぎにしようと画策していた。それが原因で竹千代にいじめられた。
築山（つきやま）
演：麻乃佳世
家康の正室。秀忠の義母。
息子・信康とともに武田家内通の嫌疑をかけられ、夫・家康の命令で殺害された。
珠（たま）
演：渡辺葵
秀忠の次女（江の三女）。
祖父・家康の命で3歳で前田家に嫁いだ。嫁いだ後については最終回で高台院の会話に登場するのみで、全く描かれなかった。
勝（かつ）
演：遠藤由美（六歳：山岡愛姫）
秀忠の三女（江の四女）。
従兄弟にあたる松平忠直に嫁ぐ。
初（はつ）
秀忠の四女（江の五女）。
江が千の婚礼に付き添って伏見城にいた時に生まれる。幼い娘たちを政略結婚のために手放した江のささやかな抵抗として、「他家には嫁に出さないこと」を条件に、兼ねてより養女を望んでいた初の元に養女に行くことになり、養母と同じ名前が付けられる。
和（まさ）
演：上白石萌音（幼少期：平澤宏々路）
秀忠の五女（江の六女）。
江の娘では唯一大坂の陣の後まで江戸にいたが、後水尾天皇の妃になるべく上洛する。
孝子（たかこ）
演：葛西幸菜
前関白・鷹司信房の娘。佐々成政の外孫。
家光の正室となるべく江戸城へ入る。

#### 本多家
本多正信（ほんだ まさのぶ）
演：草刈正雄
家康の家臣。通称は佐渡守。
嫡男となった秀忠の後見役を家康から任され、相談役的な立場として秀忠を支える。関ヶ原の際には頑強な抵抗を示す上田城攻めを諫めるが、秀忠軍が本戦に間に合う事はなかった。秀忠の将軍就任後は家康とともに駿府へも出頭している。最期は病に倒れ、秀忠に心を鬼にして政治に臨むよう遺言し、また隠し子・幸松について江に打ち明けるよう勧め、息を引き取った。
本多正純（ほんだ まさずみ）
演：中山麻聖
正信の子。家康の家臣。通称は上野介。
父・正信が秀忠付きとなると、父に代わって参謀として家康に近侍する。特に豊臣家との外交戦で活躍した。秀忠の代になって、幕府を軽んじる所業ありと咎められ、流罪に処された。

#### その他の徳川家臣
本多忠勝（ほんだ ただかつ）
演：苅谷俊介
通称は平八郎。
武勇に優れ、伊賀越えや小牧長久手の戦いなどで活躍している。関ヶ原の戦いに際しては、側近として家康の相談役を務めていた。
天野康景（あまの やすかげ）
演：鶴田忍
家康の老臣。
江戸町奉行に任じられており、家康が会津・関ヶ原へ転戦する中、江戸に残留する。秀忠軍が関ヶ原に遅参した事を江に報告した。
酒井忠次（さかい ただつぐ）
演：桜木健一
重臣として徳川家に仕え、取次や実務などの事務などを行っている。家康の伊賀越えや、小牧・長久手の合戦でも家康の部将として活躍した。
大久保忠隣（おおくぼ ただちか）
演：阿藤快
秀忠付きの家老。
上杉征伐の際、秀忠に後見役として配される。関ヶ原に向かう途中、西軍についた真田家の上田城を攻める事を主張し、それを容れられる。しかし真田軍の頑強な抵抗に遭い、結果的に秀忠を関ヶ原本戦に遅参させることになった。
林羅山（はやし らざん）
演：林泰文
儒学者。
二代目将軍としての自覚を持ち始めた秀忠の相談役として、駿府の家康から江戸へ派遣されて来る。世継ぎの問題について福に尋ねられ、「長幼の序を重んじ、竹千代を将軍とすべき」だという持論を語り、福を喜ばせた。
酒井忠利（さかい ただとし）
演：石井洋祐
徳川家臣。
江戸留守居を務め、江に大坂城の堀を埋め立てている件について報告した。
松平忠直（まつだいら ただなお）
演：浪打賢吾
越前国北庄藩主。勝の夫。通称は三河守。
結城秀康の子で徳川家の親族に当たる。大藩を預かっていたが秀忠によって領地を没収され、豊後に追放される。
池田幸隆（いけだ よしたか）
演：澁谷武尊
徳川政権下の大名。播磨国姫路藩主。通称は新太郎。
幼くして大藩の主になるが、それが秀忠に咎められる隙となり、因幡国鳥取藩へ減封される。
保科幸松（ほしな こうまつ）
演：小林海人
信濃国高遠藩主・保科正光の養子。徳川秀忠の隠し子。
江は彼の存在に動揺するが、佐治一成の進言に従って彼に面会し、意気投合した。
金地院崇伝（こんちいん すうでん）
演：コビヤマ洋一
家康に側近である僧侶。
大坂の陣の後、家康の主導する武家諸法度制定に関与し、その条文を大名たちの前で読み上げた。

#### その他の徳川家の女性
大姥局（おおばのつぼね）
演：加賀まりこ
秀忠の乳母。
家康とは旧知の女性であり、その縁で秀忠の幼少期より仕えている。気性が激しく口うるさい性格で、豊臣家にいた頃の生活態度が抜け切れていなかった江を厳しく指導する。また誰よりも秀忠の嫡男誕生を願っており、江がなかなか男子を産めなかった時は事あるごとに発破をかけ辟易させていた。江が竹千代を産んだ際は胸をなでおろすも、思うように竹千代を世話できないことに愚痴をこぼす江を「お覚悟が足りませぬ」と一喝する。しかしこの頃から江との対立関係も緩和し、よき後見役として江を助ける。晩年は江と福、そして秀忠と家康の対立を憂い、その修復に骨を折る。その後病にかかり、竹千代との関係を諦めていた江に「母が子を諦めてはなりませぬ」と言い残して江戸城を去り、程なくして亡くなった。
福（ふく）
演：富田靖子
斎藤利三の娘。稲葉正成の妻。竹千代の乳母。後の春日局。
江とほとんど切り離した形で竹千代を養育し、また秀吉に父を磔にされたことで豊臣家を憎み、その滅亡を願っていたことから、江と対立する。竹千代が世継ぎになることが危ぶまれると、廃嫡を防ぐべく奔走する。竹千代が世継ぎと定まってからは江とのわだかまりも氷解し、後に大奥総取締役を任された。
なつ
演：朝倉あき
秀忠の侍女。
江と秀忠がまだ心を通わせる前に秀忠のお手付きとなり、庶長子を出産する。江に先んじて男子を生む事になったためにその存在はギリギリまで隠されていた。その後、事が露見すると、秀忠の命で息子とともに江戸城を下がる事になるが、大姥局の仲介もあって江とは和解した。
阿茶局（あちゃのつぼね）
演：山野海
家康の側室。
大坂冬の陣の和睦交渉役に選ばれ、豊臣方代表の常高院と会見する。

### 北条家
北条氏政（ほうじょう うじまさ）
演：清水綋治
相模小田原城を中心に関東を治める戦国大名。北条家先代当主。
難攻不落の小田原城を頼みに豊臣秀吉と対峙するも、秀吉が官兵衛の献策で石垣山に築いた城を見て戦意喪失し、遂に降伏した。後に切腹を遂げる。
北条氏直（ほうじょう うじなお）
演：岩瀬亮
北条家当主。氏政の子。妻は家康の娘。
父と比べると気弱な性格で、豊臣秀吉の北条攻めに際して不安を訴える事も多かった。結局、秀吉に抗戦して敗北する。

### その他の武家
朝倉義景（あさくら よしかげ）
演：中山仁
越前国の戦国大名。浅井家とは盟友の関係にある。
上洛を果たした信長と敵対したため、織田家と同盟を結んでいる浅井家と結んで織田家に対抗しようと目論み、逡巡する長政を味方に引き入れる事に成功する。一時は浅井家の内応もあって織田家を退けるが、姉川の戦いで織田・徳川軍に敗北、その後も織田家に抗戦するも敵わず、自害した。
足利義昭（あしかが よしあき）
演：和泉元彌
室町幕府第13代将軍・足利義輝の弟。名門の出自から気位は高いが、緊張感や政情を見る目に欠けている。
義輝が暗殺されたため、越前の朝倉家に身を置いて上洛を目指すが、煮え切らない義景に痺れを切らし、家臣の光秀を介して信長に接近し念願の上洛を果たし、15代将軍に就任する。しかし、意のままにならない信長に対して徐々に不快感を示し、遂に諸大名を糾合して信長と敵対するが、敗れて京都から追放された。
その後は備後・鞆に滞在。将軍の位を狙う秀吉から猶子になりたいという申し出を受けるが、一笑に付して拒否する。しかし、秀吉が関白に就任したという知らせを受けると、衝撃のあまり打ちひしがれた。
武田勝頼（たけだ かつより）
演：久松信美
甲斐国の戦国大名。
織田・徳川家と敵対するも次第に勢力を弱体化させ、織田信忠率いる織田軍の攻撃により壊滅。天目山の戦いで自害した。

### 近衛家
近衛龍山（このえ りゅうざん）
演：江良潤
五摂家筆頭・近衛家の前当主。初登場時には既に剃髪している。
関白就任を企む羽柴秀吉に近衛家の養子にする事を求められ、見返りとして娘・前子の入内の約束と、金銀財宝を受け取りそれを承諾した。後に息子・信尹とともに再度秀吉と面会し、秀吉の関白就任を後押しする。
近衛信尹（このえ のぶただ）
演：杉崎真宏
近衛家の当主。龍山の子。
同じ五摂家である関白・二条昭実とその座を争っていたが、父の養子に入っていた羽柴秀吉から関白任官の仲介を頼まれる。当初は秀吉の出自に疑問を突き付けたが、近衛家を始めとする五摂家の石高加増と財宝の山を前に圧倒され承諾した。

### その他
千利休（せん の りきゅう）
（千宗易 → 千利休）
演：石坂浩二
堺出身の茶人。名は宗易（そうえき）。
信長に茶頭として仕え、権力者に媚びず、ひたすらに美を追求する姿勢は信長に「日本一」と評価されていた。
信長の死後は天下人へ駆け上っていく秀吉に魅力を感じてその茶頭となる。高い見識と洞察力から出る利休の言葉は三姉妹や秀吉への貴重な助言となる。やがて朝廷から利休の居士号を与えられ名実共に天下一の茶人となる。
しかし天下人に上り詰めた秀吉に魅力を感じなくなったことや、価値観の相違から両者の間には溝が生じてゆく。また茶を通じて多くの大名から尊敬を集めていた利休を危険視した三成の讒言によってついに秀吉から切腹を命じられる。「秀吉に詫びれば命は助かる」と翻意を求める江に利休は最後の茶を点て、茶人ではなく人間・利休の「皆が笑って暮らせる世を作って欲しい」との願いを託し、切腹した。
ルイス・フロイス
演：オジエル・ノザキ
ポルトガル出身のイエズス会宣教師。
信長から許しを受け、安土で布教活動を行っている。江と安土城で面会した際、手の甲にキスをするなどの挨拶が江を驚かせた。
広庵（こうあん）
演：江藤漢斉
薬師。
市が江を妊娠した際、彼女の求めにより、堕胎するための薬を処方する。

## スタッフ
- 原作：田渕久美子『江 姫たちの戦国』
- 脚本：田渕久美子
- 音楽：吉俣良
- テーマ音楽演奏：NHK交響楽団
- テーマ音楽指揮：下野竜也
- 演奏：弦一徹オーケストラ
- 題字：菊池錦子
- 語り：鈴木保奈美[注 3]
- 副音声解説：宗方脩
- 時代考証：小和田哲男
- 風俗考証：二木謙一
- 建築考証：平井聖
- 衣裳考証：小泉清子
- 脚本協力：田渕高志
- 撮影協力：滋賀県 / 大津市 / 近江八幡市 / 甲賀市 / 高島市 / 甲良町 / 長浜市 / 東近江市 / 彦根市 / 長野県長野市 / 上田市 / 立科町 / 千曲市 / 長和町 / 諏訪市 / 原村 / 富士見町 / 山梨県北杜市 / 栃木県宇都宮市 / 上三川町 / 岩舟町 / 茨城県高萩市 / 常総市 / つくば市 / つくばみらい市
- 資料提供：太田浩司 / 浄土真宗西本願寺
- 復元安土城監修：内藤昌
- 復元安土城障壁画監修：平井良直
- 歌謡監修：小野恭靖
- 殺陣武術指導：林邦史朗
- 所作指導：西川箕乃助
- 仏事指導：金嶽宗信 / 高野山東京別院
- 馬術指導：田中光法
- 茶道指導：小澤宗誠
- 書道指導：望月暁云
- 華道指導：海野美水
- 出産指導：大葉ナナコ / 三宅はつえ
- 香道指導：三條西堯水
- 貝合わせ指導：生越仁子
- 能楽指導：田邉哲久 / 四世野村小三郎
- 邦楽指導：本條秀太郎
- 絽刺指導：尾崎文子
- 囲碁指導：桑本晋平
- 日本画指導：川瀬伊人
- 医事指導：江崎俊彦
- 能楽指導：山井綱雄
- 御所ことば指導：堀井令以知
- 上方・京ことば指導：井上裕季子
- 尾張ことば指導：稲垣あけみ
- ポルトガル語指導：上田あゆみ
- 朝鮮語指導：張銀英
- 制作統括：屋敷陽太郎 / 櫻井賢
- プロデューサー：大杉太郎
- 演出：伊勢田雅也 / 野田雄介 / 吉田努 / 田中正 / 清水拓哉 / 桑野智宏

アバンタイトル
- ナレーション：井上二郎

江紀行
- 語り：森田美由紀
- 演奏
  - 吉俣良×チェン・ミン（第1回 - 第12回、最終回）
  - 吉俣良×纐纈歩美（第13回 - 第24回）
  - 吉俣良×朝川朋之（第25回 - 第36回）
  - 吉俣良（第37回 - 第45回）

## 放送

### 通常放送時間
総合テレビ
- 本放送 日曜20:00 - 20:45
- 再放送 土曜13:05 - 13:50

衛星第2テレビ（BS2）
日曜22:00 - 22:45（難視聴対策放送）
3月27日（第11回）まで
デジタル衛星ハイビジョン（BShi）
日曜18:00 - 18:45
3月27日（第11回）まで
NHK BSプレミアム（NHK BSP）
日曜18:00 - 18:45
4月3日（第12回）から
※アナログ放送は解説なし

#### ダイジェスト
これまではワンセグ2のみで放送されていたが、2011年4月の改編より、放送当日の日曜深夜=月曜未明の原則として24:05-24:10に総合テレビで5分間のダイジェスト版（字幕あり、解説なし）を放送する。土曜日の11:20-11:25に再放送が行われる。また、ドコモ スマートフォン動画で、放送翌日から次回放送日まで閲覧することも可能だった。

### 放送日程
- 第1回、第46回は拡大版（75分間）。
- 第13回の地上波放送は、統一地方選挙特番のため、開始時刻を19:10に前倒し。
- スペシャルドラマ『坂の上の雲』第3部を大河ドラマの枠を拡大して放送するため、通年で放送される大河ドラマとしては例年よりも少ない放送回数（11月27日最終回・全46回放送）となった。

| 放送回                                                    | 放送日   | サブタイトル     | 演出       | 江紀行                                                                |
| --------------------------------------------------------- | -------- | ---------------- | ---------- | --------------------------------------------------------------------- |
| 第一回                                                    | 01月09日 | 湖国の姫         | 伊勢田雅也 | 小谷城跡（滋賀県長浜市）                                              |
| 第二回                                                    | 01月16日 | 父の仇（かたき） | 伊勢田雅也 | 伊勢上野城跡（三重県津市） 安濃津城跡（三重県津市）                   |
| 第三回                                                    | 01月23日 | 信長の秘密       | 伊勢田雅也 | 竹生島（滋賀県長浜市）                                                |
| 第四回                                                    | 01月30日 | 本能寺へ         | 伊勢田雅也 | 総見院（京都府京都市） 正倉院（奈良県奈良市）                         |
| 第五回                                                    | 02月06日 | 本能寺の変       | 伊勢田雅也 | 本能寺跡（京都府京都市）                                              |
| 第六回                                                    | 02月13日 | 光秀の天下       | 伊勢田雅也 | 西教寺（滋賀県大津市）                                                |
| 第七回                                                    | 02月20日 | 母の再婚         | 野田雄介   | 清洲城（愛知県清須市）                                                |
| 第八回                                                    | 02月27日 | 初めての父       | 野田雄介   | 北の庄城址・柴田公園（福井県福井市）                                  |
| 第九回                                                    | 03月06日 | 義父（ちち）の涙 | 野田雄介   | 賤ヶ岳古戦場（滋賀県長浜市）                                          |
| 第十回                                                    | 03月20日 | わかれ           | 野田雄介   | 北の庄西光寺（福井県福井市）                                          |
| 第十一回                                                  | 03月27日 | 猿の人質         | 伊勢田雅也 | 田丸城址（三重県玉城町） 松ヶ島城跡（三重県松阪市）                   |
| 第十二回                                                  | 04月03日 | 茶々の反乱       | 伊勢田雅也 | 千利休屋敷跡（大阪府堺市） 待庵（京都府大山崎町）                     |
| 第十三回                                                  | 04月10日 | 花嫁の決意       | 野田雄介   | 大野城（愛知県常滑市）                                                |
| 第十四回                                                  | 04月17日 | 離縁せよ         | 野田雄介   | 佐屋三里之渡跡（愛知県愛西市）                                        |
| 第十五回                                                  | 04月24日 | 猿の正体         | 伊勢田雅也 | 大坂城跡（大阪府大阪市）                                              |
| 第十六回                                                  | 05月01日 | 関白秀吉         | 伊勢田雅也 | 勝竜寺城公園（京都府長岡京市） 細川ガラシャ隠棲地跡（京都府京丹後市） |
| 第十七回                                                  | 05月08日 | 家康の花嫁       | 吉田努     | 浜松城公園（静岡県浜松市）                                            |
| 第十八回                                                  | 05月15日 | 恋しくて         | 吉田努     | 大溝城址（滋賀県高島市）                                              |
| 第十九回                                                  | 05月22日 | 初の縁談         | 野田雄介   | 聚楽第跡（京都府京都市）                                              |
| 第二十回                                                  | 05月29日 | 茶々の恋         | 野田雄介   | 北野天満宮（京都府京都市）                                            |
| 第二十一回                                                | 06月05日 | 豊臣の妻         | 伊勢田雅也 | 妙教寺（京都府京都市）                                                |
| 第二十二回                                                | 06月12日 | 父母の肖像       | 田中正     | 持明院（和歌山県高野町）                                              |
| 第二十三回                                                | 06月19日 | 人質秀忠         | 伊勢田雅也 | 小田原城天守閣（神奈川県小田原市） 早雲寺（神奈川県箱根町）           |
| 第二十四回                                                | 06月26日 | 利休切腹         | 田中正     | 郡山城跡（奈良県大和郡山市）                                          |
| 第二十五回                                                | 07月03日 | 愛の嵐           | 野田雄介   | 大徳寺（京都府京都市）                                                |
| 第二十六回                                                | 07月10日 | 母になる時       | 野田雄介   | 岐阜城跡（岐阜県岐阜市）                                              |
| 第二十七回                                                | 07月17日 | 秀勝の遺言       | 伊勢田雅也 | 八幡山城跡（滋賀県近江八幡市）                                        |
| 第二十八回                                                | 07月24日 | 秀忠に嫁げ       | 伊勢田雅也 | 瑞泉寺（京都府京都市）                                                |
| 第二十九回                                                | 07月31日 | 最悪の夫         | 田中正     | 秀忠誕生の井戸（静岡県浜松市）                                        |
| 第三十回                                                  | 08月07日 | 愛しき人よ       | 野田健介   | 伏見城跡（京都府京都市）                                              |
| 第三十一回                                                | 08月14日 | 秀吉死す         | 清水拓哉   | 醍醐寺（京都府京都市）                                                |
| 第三十二回                                                | 08月21日 | 江戸の鬼         | 伊勢田雅也 | 神田明神（東京都千代田区） 魚河岸水神社 遥拝所（東京都中央区）        |
| 第三十三回                                                | 08月28日 | 徳川の嫁         | 田中正     | 佐和山城址（滋賀県彦根市）                                            |
| 第三十四回                                                | 09月04日 | 姫の十字架       | 野田雄介   | 越中井（細川屋敷跡（大阪府大阪市）                                    |
| 第三十五回                                                | 09月11日 | 幻の関ヶ原       | 伊勢田雅也 | 大津城跡（滋賀県大津市）                                              |
| 第三十六回                                                | 09月18日 | 男の覚悟         | 清水拓哉   | 関ヶ原古戦場 決戦地（岐阜県関ケ原町）                                 |
| 第三十七回                                                | 09月25日 | 千姫の婚礼       | 伊勢田雅也 | 御香宮神社（京都府京都市）                                            |
| 第三十八回                                                | 10月02日 | 最強の乳母       | 野田雄介   | 帯解寺（奈良県奈良市）                                                |
| 第三十九回                                                | 10月09日 | 運命の対面       | 清水拓哉   | 常高寺（福井県小浜市）                                                |
| 第四十回                                                  | 10月16日 | 親の心           | 伊勢田雅也 | 春日局（福）像（東京都文京区） 喜多院（埼玉県川越市）                 |
| 第四十一回                                                | 10月23日 | 姉妹激突！       | 伊勢田雅也 | 方広寺（京都市東山区）                                                |
| 第四十二回                                                | 10月30日 | 大坂冬の陣       | 野田雄介   | 岡山（大阪府大阪市）                                                  |
| 第四十三回                                                | 11月06日 | 淀、散る         | 野田雄介   | 鴫野神社（淀姫神社）（大阪府大阪市）                                  |
| 第四十四回                                                | 11月13日 | 江戸城騒乱       | 桑野智宏   | 皇居東御苑（東京都千代田区） 金王八幡宮（東京都渋谷区）               |
| 第四十五回                                                | 11月20日 | 息子よ           | 伊勢田雅也 | 久能山東照宮（静岡県静岡市）                                          |
| 最終回                                                    | 11月27日 | 希望             | 伊勢田雅也 | 東京都港区 神奈川県鎌倉市 福井県小浜市 京都府京都市                   |
| 平均視聴率17.7%（視聴率は関東地区・ビデオリサーチ社調べ） |          |                  |            |                                                                       |

#### 東日本大震災に伴う影響
3月11日に東北地方太平洋沖地震（東日本大震災）が発生しNHK全体の番組編成が特別体制に移行したため、翌日に予定されていた第9回の再放送と翌々日の第10回の放送は、ともに1週繰り下げとなった。

#### 大阪ダブル選挙に伴う影響
11月27日に投開票が行われた大阪府知事・大阪市長選挙に伴う開票特別番組を20:43から放送（その他の地域は21:15から放送）するため、近畿地方のみ第46回（最終回）の地上波放送の開始時刻を19:30に前倒しした。大阪放送局では両選挙の「関心が極めて高い」ことを理由に、開票特別番組をいち早く放送するための措置であるとしている。

### 総集編
下記はいずれも総合テレビでの放送日程。各日2部ずつ連続放送。BSプレミアムでは2012年の1月4日と1月5日に放送。
| 放送回 | 放送日時                   | サブタイトル         |
| ------ | -------------------------- | -------------------- |
| 第一章 | 2011年12月29日 7:20 - 9:10 | 戦国三姉妹           |
| 第二章 | 2011年12月29日 7:20 - 9:10 | 三度（みたび）の結婚 |
| 第三章 | 2011年12月30日 7:20 - 9:10 | 待望の嫡男           |
| 最終章 | 2011年12月30日 7:20 - 9:10 | 三姉妹の絆           |

## 関連商品

### BD/DVD
アミューズソフトエンタテインメントから発売
- NHK大河ドラマ「江〜姫たちの戦国〜」完全版 BOX 第壱集（2011年11月25日発売。第1 - 25回収録）
- NHK大河ドラマ「江〜姫たちの戦国〜」完全版 BOX 第弐集（2012年2月24日発売。第26 - 46回収録）
- NHK大河ドラマ「江〜姫たちの戦国〜」総集編 DVD-BOX 全2枚

### 書籍
原作小説・コミカライズ
その他
- NHK大河ドラマ・ストーリー 江〜姫たちの戦国〜 前編 ISBN 978-4-14-923356-7（2010年12月18日発売）
- NHK大河ドラマ・ストーリー 江〜姫たちの戦国〜 後編 ISBN 978-4-14-923357-4（2011年5月31日発売）
- NHK大河ドラマ・ストーリー 江〜姫たちの戦国〜 完結編 ISBN 978-4-14-923358-1（2011年9月30日発売）
- NHK大河ドラマ 歴史ハンドブック 江〜姫たちの戦国〜 ISBN 978-4-14-910766-0（2010年12月21日発売）

以上、NHK出版から発売。
なお、大河ドラマ50作を記念して50作品のガイドブックがNHK出版とNHKサービスセンターの両方から出ている。

### CD
ポニーキャニオンから発売
- NHK大河ドラマ オリジナル・サウンドトラック「江〜姫たちの戦国〜」（2011年2月16日発売）
- NHK大河ドラマ オリジナル・サウンドトラック「江〜姫たちの戦国〜」其の弐（2011年9月21日発売）

## ドラマ舞台地の誘致運動・反応
- ドラマの放映に伴って、滋賀県が中心となり「江・浅井三姉妹博覧会」を2011年1月から12月まで開催。浅井三姉妹ゆかりの地である長浜市の3か所に「浅井・江のドラマ館」「小谷・江のふるさと館」「長浜黒壁・歴史ドラマ50作館」を開設し、当該作品ゆかりの資料展示や過去の大河ドラマの上映、ゆかりの史跡紹介などを展開。長浜城歴史博物館でもドラマの放映期間にあわせて浅井氏と浅井三姉妹に関わる特別展示を実施[23]。
- いっぽう、愛知県清須市が中心となった協議会は、清洲城（愛知県清須市）でも2011年3月から11月まで「ドラマ館”江と三英傑　絆のやかた”」を開設。ドラマの解説や衣装・小道具などの展示が行った[24]。

## その他
NHK『ラジオ深夜便』では、毎月最終日曜日の深夜1時台に「江のツボ」と題して、脚本を手がけた田渕自らがパーソナリティーを担当し、この作品の見所を語った。第一回は番組開始に先駆けて2010年12月26日深夜に放送され、最終回は番組最終回日でもあった2011年11月27日深夜に1年を振り返る形で放送された。放送後、深夜便ホームページでのストリーミング放送を実施した。